# 유한순
유한순(兪漢淳, ? ~ 1812년 음력 4월)은 조선의 농민 반란 가담자이며 본관은 기계(杞溪)이다. 그는 본래 불량배로서 조선 각지를 유랑하다가 체포되었으나 석방되었고, 그 후 평안도에서 홍경래(洪景來)를 만나 뜻을 함께 하였는데 1811년 홍경래가 반란을 일으켰을 때 이에 적극 찬동하고 나서 조정의 분위기에 대한 정보 수집을 하기 위하여 한성부에 잠입하였다가 관군에 체포되어 이듬해 1812년 사형 집행되었다.